# Seewartenstraße

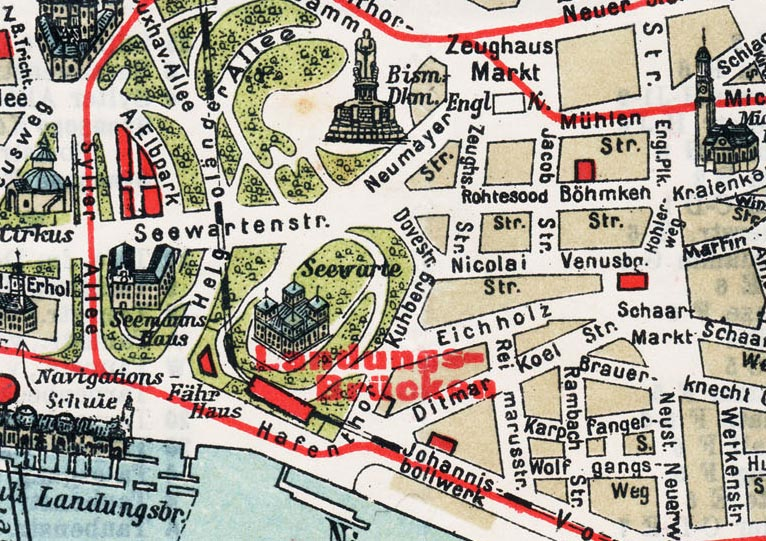
Position von Seewarte und Seewartenstraße auf einer Karte von 1913

Die Seewartenstraße in Hamburg-St. Pauli verbindet die Bernhard-Nocht-Straße mit dem Kreuzungspunkt der Straßen Alfred-Wegener-Weg, Neumayerstraße und Venusberg. Sie bildet dabei die Grenze zwischen den Parkanlagen von Alter Elbpark und dem Stintfang, verläuft  über die Kersten-Miles-Brücke mit der darunterliegenden Helgoländer Allee und über den 60 Meter westlich davon befindlichen Tunnel der U-Bahn-Linie 3 zwischen dem U-Bahnhof St. Pauli-Landungsbrücken und U-Bahnhof St. Pauli.

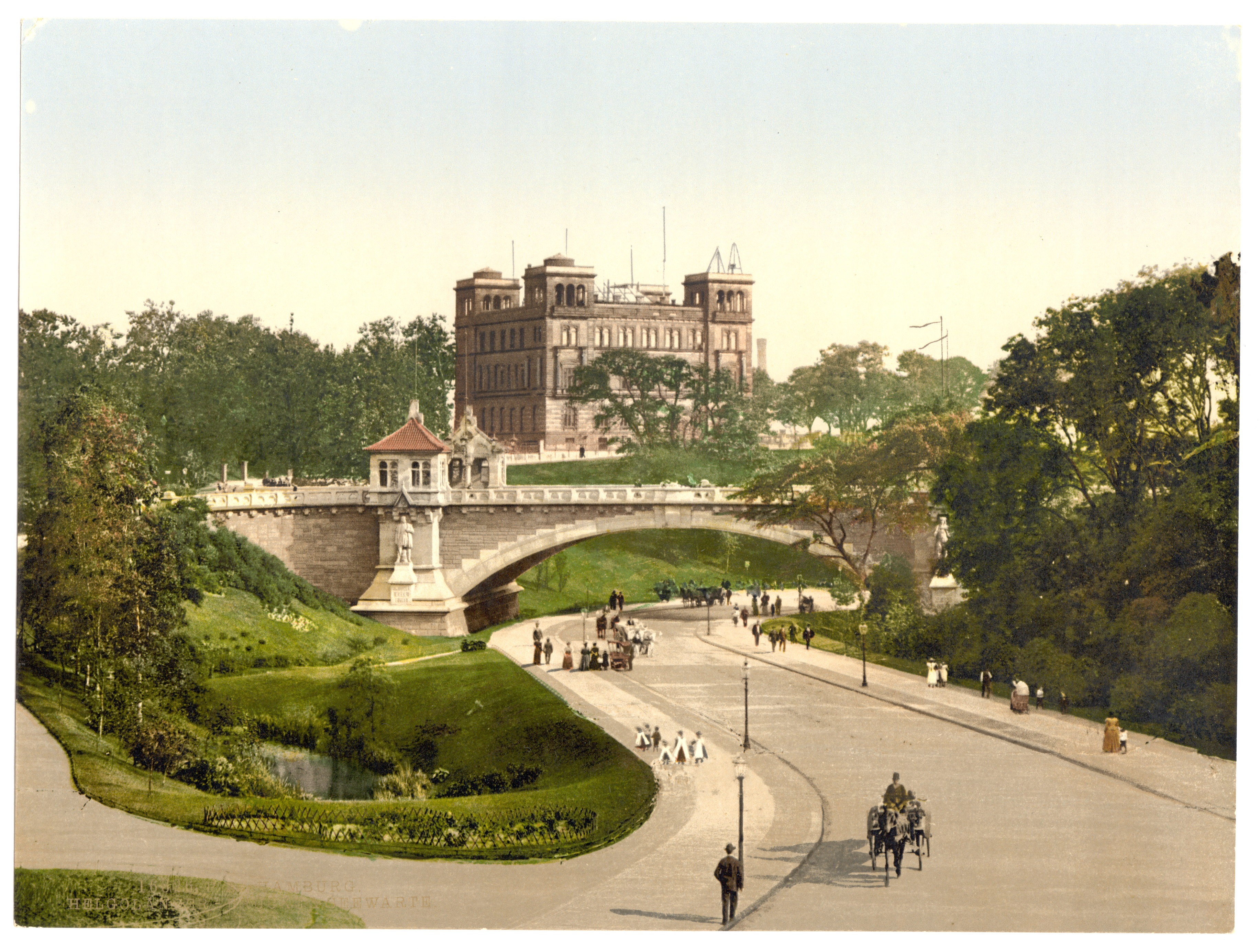
Kersten-Miles-Brücke mit der Seewarte, ca. 1900

Als die Seewartenstraße etwa um 1895 erbaut wurde, befand sich 100 Meter südlich von ihrem östlichen Ende auf dem Stintfang die Deutsche Seewarte, bis deren Gebäude 1945 durch Kriegseinwirkung zerstört wurde. Am westlichen Ende der Seewartenstraße liegen die Gebäude des ehemaligen Hafenkrankenhauses und des Hotel Hafen Hamburg. 
Gerade auf der Höhe des Schnittpunkts von Seewartenstraße und Bernhard-Nocht-Straße ist das östliche Gebäude-Ende des Bundesamtes für Seeschifffahrt und Hydrographie, das die Nachfolge-Organisation der Seewarte ist. 

Koordinaten: 53° 32′ 51″ N, 9° 58′ 16″ O